# Irma Records
Irma Records is een Italiaans platenlabel, dat muziek uitbrengt in verschillende muziekstijlen: house, rap, drum and bass, hiphop, chill-out, lounge, acid jazz en nu jazz.
Het label werd in 1988 opgericht door Umbi Damiani en Massimo Benini in een tijd dat Italo house populair was en het nieuwe label concentreerde zich aanvankelijk op dat genre, onder meer met het uitbrengen van muziek van Double Dee. Begin jaren negentig bracht het label albums en singles van Jestofunk uit. Daarna breidde het gebied van Irma Records zich ook uit tot acid jazz, triphop en hiphop met namen als Sarah Jane Morris en Frankie Hi Nrg. Daarna volgden uitgaven in de lounge-chillout-sfeer, drum and bass, breakbeat, jazz en nu jazz. Ook kwam het met muziek van Braziliaanse muzikanten, bijvoorbeeld Kaleidoscopio. In 2004 had het label een hit met Max Sedgleys clubhit "Happy". Later bracht Irma Records ook werk uit van bijvoorbeeld de Italiaanse dj Supabeatz en het duo Keith & Supabeatz.